# Timothy Simona

a Compétitions nationales et continentales officielles uniquement.

b Matchs officiels uniquement.
Timothy Simona dit Tim Simona, né le 20 novembre 1991 à Auckland (Nouvelle-Zélande), est un joueur de rugby à XIII néo-zélandais d'origine samoane évoluant au poste de centre, d'arrière ou de demi de mêlée. Il réalise ses débuts en National Rugby League lors de la saison 2011 sous les couleurs des Wests Tigers. il vit une période faste où il dispute 79 matchs de NRL et 27 essais inscrits entre 2011 et 2016. Il est toutefois radié de la NRL en 2017 pour des paris sur des rencontres de NRL. Après deux années éloignés des terrains, il rejoue avec la réserve Blacktown en Australie puis à Lézignan en 2019.
Il a également revêtu le maillot des Samoa lors du Quatre Nations. Il s'est entrainé à deux reprises avec la Nouvelle-Zélande dans le cadre de la Coupe du monde 2013 et de la Tournée de la Nouvelle-Zélande en Angleterre en 2015.

## Biographie
Timothy Simona est né à Auckland en Nouvelle-Zélanded dans une famille d'origine samoane. La famille déménage en Australie lorsqu'il a six ans. Il débute alors au rugby à XIII en évoluant chez l'équipe des jeunes des Wests Tigers. Il fait ses débuts en NRL en 2011 avec les Wests Tigers, tout en continuant de jouer avec sa réserve de Balmain.
Il cherche à être titulaire au sein de son club et dans cette optique renonce à jouer pour la Nouvelle-Zélande dans le cadre de la Coupe du monde 2013 après y avoir fait des entraînements et de retour de sa blessure à l'épaule.
En 2014, il honore ses sélections avec les Samoa dans le cadre du Quatre Nations 2014 et y est titulaire.
En 2017, il est exclu de la NRL pour des paris sur ce même championnat et est également condamné pour des ventes de maillots aux enchères signés dont le recette lui servait aux jeux de hasard et des drogues. Il effectue alors plusieurs tentatives de réinsertion au sein du rugby à XIII sans succès jusqu'en 2019 où il intègre des programmes de sensibilisation et obtient une première permission de disputer des rencontres avec Blacktown en Championnat de Nouvelle-Galles du Sud, antichambre de la NRL, puis signe en novembre 2019 pour le club français de Lézignan.

## Vie personnelle
Il est révélé en septembre 2019 que Tim Simona a forcé en 2016 sa compagne d'alors, Jaya Taki, à avorter, sous prétexte que « cela ruinerait sa carrière et qu'elle avait fait exprès ».

## Palmarès

### Détails en sélection
| 1. | 25 octobre 2014   | Angleterre       | 26-32 | Quatre Nations | Arrière       | 0 | 0 | 0 | 0 |
| 2. | 1er novembre 2014 | Nouvelle-Zélande | 12-14 | Quatre Nations | Arrière       | 0 | 0 | 0 | 0 |
| 3. | 9 novembre 2014   | Australie        | 18-44 | Quatre Nations | Arrière       | 4 | 1 | 0 | 0 |
| 4. | 2 mai 2015        | Tonga            | 18-16 | Amical         | Demi de mêlée | 1 | 0 | 1 | 0 |
| 5. | 7 mai 2016        | Tonga            | 18-6  | Amical         | Arrière       | 0 | 0 | 0 | 0 |

### En club
| Saison    | Club        | Compétition           | Matchs | Points | Essais | Goals | Drops |
| --------- | ----------- | --------------------- | ------ | ------ | ------ | ----- | ----- |
| 2011      | West Tigers | National Rugby League | 4      | -      | -      | -     | -     |
| 2012      | West Tigers | National Rugby League | 3      | -      | -      | -     | -     |
| 2013      | West Tigers | National Rugby League | 17     | 48     | 12     | -     | -     |
| 2014      | West Tigers | National Rugby League | 14     | 12     | 3      | -     | -     |
| 2015      | West Tigers | National Rugby League | 20     | 20     | 5      | -     | -     |
| 2016      | West Tigers | National Rugby League | 21     | 30     | 7      | 1     | -     |
| 2019-2020 | Lézignan    | Championnat de France | 6      | -      | -      | -     | -     |